# 秀山河 (酉水)
秀山河，沅水支流——酉水二源之一的南源。发源于贵州省铜仁地区的松桃苗族自治县山羊溪，流经重庆市的秀山土家族苗族自治县，于石堤镇与北源北河汇合后称为“酉水”。